# Венеры из Гённерсдорфа
Венеры из Гённерсдорфа (нем. Venusfigurinen von Gönnersdorf) — палеолитические венеры возрастом около 11,5 — 15 тысяч лет, обнаруженные во второй половине XX века в Гённерсдорфе, районе города Нойвид (земля Рейнланд-Пфальц, Германия), в ходе раскопок под руководством Герхарда Бозински.
Статуэтки принадлежат к мадленской культуре и отражают основные тенденции в изображении женской фигуры, характерные для той эпохи: минимализм, абстрактность, отсутствие головы и ног, подчеркнутые формы ягодиц. Их ближайшими аналогами являются экземпляры из Андернаха, Небры и Олькнитца, что позволяет говорить об отдельном «гённерсдорфском типе» палеолитических венер. Кроме того, на данной стоянке были обнаружены шиферные пластины с нанесенными на них рисунками профилей женских тел, которые по форме аналогичны статуэткам.
Всего было найдено 16 Гённерсдорфских венер, материалом для изготовления которых послужили кости животных, бивень мамонта, рог оленя, а также местные сланцевые горные породы.